# 국가주의
국가주의(영어: Statism)는 
1. 국가를 인간 사회 최고의 조직체라고 생각하고, 국가 권력이 사회생활의 모든 영역에서 통제력을 발휘하는 것을 인정하는 입장. 내셔널리즘.

## 형태
국가주의는 최소정부주의(minarchism)부터 전체주의까지 여러 형태를 취할 수 있다. 최소정부주의는 자본주의 질서를 유지하기 위한 최소한의 사법집행 기관만을 인정하는 야경국가 체제를 의미한다. 복지국가와 다른 온건한 형태의 국가체제 역시 국가주의의 범주에 포함될 수 있다. 전체주의는 최대한의 통제적인 국가를 의미한다.

## 국가, 사회와 개인
국가주의(statism) 이데올로기는 개인의 자유와 권리는 자연 상태에서는 결코 보장되지 않기 때문에 개인의 자유와 권리를 보장받고 사회적인 안정을 꾀하기 위해서 국가는 절대적으로 우선시되어야 하며 이것이야말로 시민 사회의 도덕적 의무라고 주장한다. 이외에도 파시즘과 일부 형태의 조합주의는 국가는 개인의 합보다 크기 때문에 국가에 복종하는 것은 도덕적 의무라고 주장하는 도덕적 입장을 찬양한다.

## 경제적 국가주의
경제적 국가주의는 국가는 국영화든 경제개발계획이든 국가는 경제를 감독하는데 있어 중요하고 필요하며 합법적이다는 견해를 촉진시킨다.

### 국가간섭주의
국가주의라는 용어는 때때로 정부의 대규모 개입이나 규제, 시장이나 혼합경제 체제에 영향력을 행사하는 시장경제를 의미한다. 경제적 간섭주의는 자본주의 경제 틀안에서 경제 성장과 고용 수준을 향상시키기 위해 국가는 합법적이고 필요하다고 주장한다.

### 국가사회주의
국가사회주의는 생산수단에 대한 국유화와 국가에 의해 자원이 할당되는 여러형태의 사회주의를 일컫는다. 이것은 과거 공산국가의 소비에트 형태의 경제 체제를 언급하기 위해 사용되기도 한다.
때때로 이런 소비에트 형태의 경제 체제를 언급할 때, 소비에트 형태의 경제체제는 실제로 국가에 의한 자본축적과 사회의 계층 구조에 기반을 하기 때문에, 국가사회주의라는 용어는 국가자본주의라는 용어와 상호 교환적으로 사용된다.
정치적으로 국가 사회주의라는 용어는 공산주의 건설을 위한 국가 권력의 사용을 지지하거나, 공산주의 혁명의 성공을 보장하기 위해 국가를 이용해야 한다는 공산주의 이데올로기와 운동을 의미한다. 이는 일반적으로 일당독재 국가를 찬양하는 스탈린주의를 의미한다.

### 국가자본주의
국가주의는 국가자본주의를 의미하기도 한다. 국가자본주의는 국가 주도의 상업적 기업이 집중되어 있는 자본주의의 형태를 말한다.
어떤 경우에 국가자본주의는 20세기 후반에 프랑스에 존재했고, 오늘날에는 중화인민공화국과 싱가포르 등지에서 나타나는, 정부가 상장기업에 대하여 지배적 지분을 소유한 통제정책을 의미하기도 한다. 일부 저자들은 과거의 동구권의 경제체제를 국가 자본주의라고 정의한다.

## 기타
한국에서는 국가주의(statism)와 내셔널리즘(nationalism)과 국수주의(ultranationalism)가 제대로 구분되지 않으며, 국가주의가 국수주의적인 의미에서의 멸칭으로써 사용되는 경우가 많지만 국가주의는 국가가 사회와 경제에 어느 정도든 지배력을 행사하는 것이 옳다는 믿음 자체를 의미한다.

## 같이 보기
반대되는 입장:
- 아나키즘
- 반국가주의
- 고전적 자유주의
- 자유지상주의

연관된 이데올로기:
- 큰 정부
- 파시즘
- 제국주의
- 내셔널리즘

## 참고 자료
- 이 문서에는 다음커뮤니케이션(현 카카오)에서 GFDL 또는 CC-SA 라이선스로 배포한 글로벌 세계대백과사전의 내용을 기초로 작성된 글이 포함되어 있습니다.